# Невзлин, Леонид Борисович
Леони́д Бори́сович Не́взлин (ивр. לאוניד בוריסוביץ' נבזלין‎; 21 сентября 1959, Москва) — российский и израильский топ-менеджер, политик и общественный деятель. 
Ближайший соратник Михаила Ходорковского с конца 1980-х годов. Ранее являлся одним из ключевых акционеров и руководителей группы «Менатеп» и нефтяной компании «ЮКОС». В 2001—2003 годах — член Совета Федерации России, в 2003 году был ректором РГГУ.
В 2003 году, в связи с делом «ЮКОСа», Невзлин покинул Россию и уехал в Израиль, где получил гражданство. Российским судом заочно приговорён к пожизненному заключению по обвинению в организации убийств. Сверх этого осуждён на 6 лет лишения свободы за присвоение акций Восточной нефтяной компании. Невзлин заявлял о политическом преследовании со стороны российских властей.

## Ранние годы
Родился в Москве. Отец Невзлина был инженером в конструкторском бюро, мать — учительницей русского языка и литературы. В 1981 году окончил Московский институт нефтехимической и газовой промышленности им. Губкина по специальности «автоматика и вычислительная техника». В 1981—1987 годах работал инженером-программистом во внешнеторговом объединении «Зарубежгеология». В 1991 году окончил Московский институт народного хозяйства им. Г. В. Плеханова по специальности «Менеджмент и маркетинг».

## Карьера в бизнесе

### ЦМНТП-Менатеп
В 1987 году познакомился с Михаилом Ходорковским, возглавлявшим Центр научно-технического творчества молодёжи при Фрунзенском РК ВЛКСМ, и стал заместителем директора центра, а также заведующим договорным отделом в Центре межотраслевых научно-технических программ (ЦМНТП, с 1990 года АО «Менатеп-Инвест»; учредитель объединения Менатеп); с 1988 — заместитель руководителя ЦМНТП; в 1989—1991 годах — президент Коммерческого инвестиционного банка Научно-технического прогресса (банк Менатеп); в 1991—1992 годах — директор по связям банка Менатеп и одновременно начальник Управления природных ресурсов МФО Менатеп; 1992—1994 годах — начальник Управления по работе с клиентами Банка Менатеп; с 1993 года — Первый заместитель председателя Совета директоров ОКФП Менатеп; 1993—1996 годы — первый заместитель председателя Правления Банка Менатеп, одновременно руководитель Управления по связям с общественностью (1994—1996); с марта 1996 г. — первый заместитель председателя Совета директоров, заместитель председателя правления финансово-промышленной группы РОСПРОМ.

### ЮКОС
В апреле 1996 года вице-президент АО «Нефтяная компания „ЮКОС“» и член Совета директоров АО «НК „ЮКОС“». С 1997 года — первый заместитель объединённого Правления группы РОСПРОМ-ЮКОС; с сентября 1997 года по октябрь 1998 первый заместитель генерального директора ИТАР-ТАСС (курировал вопросы развития агентства, аналитику и экономическую тематику, фотохронику, разрабатывал проект постепенного акционирования агентства).

### Уголовное преследование в России
4 июля 2003 года Невзлин и его партнёр Михаил Ходорковский были вызваны в Генпрокуратуру Российской Федерации для дачи свидетельских показаний по делу одного из совладельцев «ЮКОСа» Платона Лебедева, обвинённого в хищении 20 % акций ОАО «Апатит».
Летом 2003 года уехал в Израиль, по его словам, для работы над диссертацией; утверждал, что это не было бегством от следствия.
15 января 2004 года был объявлен Генпрокуратурой в международный розыск по обвинениям в ряде экономических и налоговых преступлений. По утверждениям следственных органов, в результате его незаконных финансовых операций российская казна не досчиталась более 27 млн рублей.
14 июля 2005 года российское правительство передало запрос правительству США на выдачу Невзлина. Невзлин обвинялся в нескольких преступлениях, в том числе организации заказного убийства. Невзлин считал эти обвинения политическим преследованием за поддержку оппозиционных партий (возможно СПС) в России.
27 декабря 2006 года Прокуратура России в пресс-релизе назвала Невзлина одним из подозреваемых в отравлении бывшего сотрудника ФСБ Александра Литвиненко.

#### Запрос на экстрадицию из Израиля

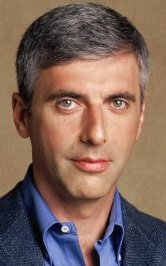
Невзлин в 2005 году

Ещё в 2005 году российское правительство обратилось к правительству Израиля с запросом на экстрадицию Невзлина, как вследствие обвинения в совершении убийств и покушения на убийство, так и вследствие обвинения в совершении ряда экономических преступлений.
В 2006 году Россию посетила группа граждан Израиля (в частности, адвокат Йорам Мушкат и публицист Юлий Нудельман), которые заключили с генпрокуратурой РФ сделку, пообещав ей помощь в экстрадиции Невзлина и договорившись о представлении интересов российского ведомства в Израиле. Визит был совершён уже после того, как в феврале 2006 года Нудельман подал в Верховный суд Израиля петицию с требованием выдать Невзлина российским властям (податель петиции обращал при этом особое внимание на запрос, связанный с обвинением в убийствах и покушении, а не на запрос, связанный с обвинением в экономических преступлениях), лишив его при этом израильского гражданства. Вслед за Нудельманом, в октябре 2006 года, подобная петиция была подана и израильским пенсионером Элиэзером Шимони. Податели петиций представили свой интерес в результатах дела как исключительно вызванный личной гражданской позицией и соображениями общественного интереса.
28 августа 2006 года израильские власти заявили об отказе в экстрадиции вследствие недостаточности доказательной базы в запросе. Такой же ответ был дан вновь 23 октября 2007 года после рассмотрения дополнительных материалов, представленных российской стороной.
14 мая 2008 года Верховный суд Израиля дал постановление по петициям, поданным Нудельманом и Шимони. В своём постановлении Верховный суд отметил, что в основе предъявленных российской стороной обвинений находятся лишь производные доказательства (основанные на опосредованном восприятии информации свидетелями), недопустимые в израильском уголовном судопроизводстве, а следовательно и недостаточные для удовлетворения запроса на экстрадицию в соответствии с израильским Законом об экстрадиции. В данном контексте было отмечено, что в основе обвинения против Невзлина лежат показания наёмных убийц, утверждавших о причастности Невзлина к делу на основе заявления лица, оплатившего их услуги и погибшего в ноябре 2002 года (предположение же российской стороны о причастности Невзлина к этой последней смерти не было подкреплёно какими-либо доказательствами). Суд указал, что он не нашёл необходимости рассматривать вопрос заявленной Невзлиным политической подоплёки российского запроса, так как указанных причин было достаточно, чтобы отклонить запрос.
Суд отклонил также и утверждение подателей петиции о сокрытии Невзлиным информации о существующих уголовных обвинениях при получении израильского гражданства. Было отмечено, что просьба Невзлина о получении гражданства была подана и удовлетворена ещё до того, как обвинения в его отношении были ясно высказаны российскими органами. При этом суд принял объяснение израильских властей, не нашедших в предъявленных доказательствах уголовного прошлого Невзлина достаточного основания для принятия решения о лишении Невзлина израильского гражданства.

#### Приговор Московского городского суда
1 августа 2008 года Московский городской суд заочно признал Леонида Невзлина виновным в совершении ряда тяжких преступлений: организации убийств и покушений, хищении и неуплате налогов. За соучастие в тех убийствах и покушениях, в организации которых обвинялся Невзлин, ранее был осужден Алексей Пичугин. Как заявил адвокат Невзлина Дмитрий Харитонов, «те доказательства, которые есть, — это показания лиц, которые предполагают, что какие-то преступления были выгодны компании ЮКОС. И есть группа лиц, которые осуждены за различные тяжкие преступления, в том числе пожизненно, которые говорят, что им говорили лица, которых уже нет в живых, о том, что к этому имеет причастность Невзлин. Один из таких свидетелей отказался от показаний, сказал, что фамилии Невзлина и Пичугина его попросили говорить следователи, когда предложили ему сделку. Такие показания не могут быть доказательствами вины Невзлина».
Московский суд постановил, что Невзлин виновен в следующих преступлениях:
- организация убийства директора ТОО «ТФ „Феникс“» Валентины Корнеевой;
- организация убийства главы администрации Нефтеюганска Владимира Петухова, который требовал у ЮКОСа выплаты налогов в местный бюджет[19];
- организация убийства водителя управляющего компании East Petroleum Евгения Рыбина — Николая Федотова;
- организация покушения на бывшего начальника управления делами ЗАО «Роспром» Сергея Колесова, бывшего начальника управления общественных связей мэрии Москвы Ольги Костиной и одного из управляющих австрийской нефтяной компании East Petroleum Евгения Рыбина;
- хищение имущества на сумму более 3 млрд руб.;
- уклонение от уплаты налогов в размере 26,7 млн руб. в качестве физического лица в период с 1999 по 2000 год.

27 января 2009 года Верховный Суд России оставил в силе решение Мосгорсуда, признав приговор к пожизненному заключению для Невзлина законным.
24 мая 2013 года Симоновский суд Москвы заочно приговорил Леонида Невзлина к 6 годам заключения по обвинению в присвоении акций «Восточной нефтяной компании».
17 декабря 2013 года Московский городской суд оставил приговор Леониду Невзлину без изменений.

#### Решение Международного арбитражного суда
Международный арбитражный суд, расположенный в Гааге, Нидерланды, встал в 2014 году на сторону бывших акционеров ЮКОСа и обязал Россию выплатить $50 млрд. Однако Окружной суд Гааги отменил это решение в 2016 году из-за проблем с юрисдикцией суда. Бывшие акционеры ЮКОСа обратились в Апелляционный суд Гааги с просьбой отменить новое решение, и иск был принят к рассмотрению, которое началось в сентябре 2019 года. Решение окружного суда было отменено в феврале 2020 года Гаагским апелляционным судом, который вновь подтвердил исполнение арбитражного решения против российского правительства. Минюст России заявил, что планирует обжалование.

### Борец
В феврале 2025 г. Генпрокуратура РФ направила в арбитражный суд Калининграда иск против компаний из цепочки владения нефтесервисным холдингом «Борец», требуя взыскать в доход РФ 100 % его основной структуры. Среди совладельцев холдинга в иске названы подданный Великобритании Марк Шабад, гражданин Швеции Грегори Штульберг, а также бывший акционер «ЮКОСа» Леонид Невзлин (никогда не фигурировал в публичных документах «Борца» как совладелец или в любом другом качестве). 28 марта арбитражный суд Калининградской области полностью удовлетворил иск генеральной прокуратуры РФ о взыскании в государственную казну 100% долей группы компаний «Борец».
«Борец», специализировалась на разработке, производстве и сервисном обслуживании оборудования для добычи нефти, основным для компании является рынок РФ, заметные доли в структуре выручки приходятся на страны Ближнего Востока, Северной Африки и Северной Америки. Леонид Невзлин. По состоянию на март 2025 г. в обращении пребывали её облигации на 21 млрд руб. и $254 млн, в результате замены обеспечительных мер компания перечисляла деньги депозитарию биржи НРД, но тот не перевел их владельцам облигаций из-за постановления судебного пристава-исполнителя.

## Общественная и политическая деятельность
В 1993—1994 годах член Координационного совета Всероссийского движения «Предприниматели за новую Россию».
В 1993 году баллотировался в Государственную Думу по списку объединения «Преображение» (объединение представляло интересы предпринимателей; в Думу не прошло). 2001—2003 член Совета Федерации РФ от исполнительного органа государственной власти республики Мордовия, член Комитета Совета Федерации по международным делам, с февраля 2002 года — заместитель председателя Комитета Совета Федерации по международным делам. Награждён Почётной грамотой Совета Федерации.
В 2001—2003 и. о. президента Российского еврейского конгресса (РЕК). Возглавлял Общественный совет РГГУ, занимался благотворительностью. Весной 2003 года акционеры ЮКОС выделили на усовершенствование и развитие Российского государственного гуманитарного университета (РГГУ) благотворительных средств на сумму $100 миллионов.
В эмиграции Невзлин выступает с критикой политики Кремля и вторжения России на Украину. В частности, Невзлин считает, что российские граждане несут вину за войну и называл их «русским рабским быдлом».

### Спонсирование СМИ
15 сентября 2024 года стало известно, что Невзлин спонсирует интернет-издание Sotaproject. Также его фонд Cooperation for Democracy Foundation финансирует белорусскую «Хартию 97» и бывший ютьюб-канал издания Михаила Ходорковского «Открытые медиа» (в 2024 г. канал поменял название на Nevzlin Media, в 2025 г. носил имя его ведущего и бывшего сотрудника пиар-службы в аппарате главы Башкортостана Радия Хабирова Ростислава Мурзагулова).
.
16 сентября 2024 года стало известно, что связанная с ФБК Любовь Соболь получала от Невзлина финансовую помощь, в том числе на выплату зарплат сотрудникам канала «Навальный LIVE». Речь, по её словам, идёт о беспроцентном кредите на 56 тысяч долларов, который она должна выплатить до конца 2025 года.
Медиа и инфлюэнсеров, аффилированных с Невзлиным, обвиняют в систематических атаках на политических оппонентов бывших акционеров ЮКОСа — например, на ФБК, Free Russia Foundation и бывшего депутата Госдумы Илью Пономарева.

## Деятельность в Израиле
В ноябре 2003 года получил израильское гражданство. По данным прессы, после репатриации в Израиль жил в гостинице «Дан Акадия» в Герцлии, а затем приобрёл загородный дом в районе Герцлия-Питуах стоимостью $3,7 млн.
В 2005 году акционеры финансовой группы «МЕНАТЕП» приобрели долю в нефтехимическом предприятии Израиля, а в 2007 выразили заинтересованность в приобретении 20 % акций Хайфского нефтеперерабатывающего завода оценочной стоимостью $1,5 млрд. По данным израильского «Forbes», состояние Невзлина в 2006 году оценивалось в $300 млн.
В 2011 году Леонид Невзлин приобрёл 20 % израильского левоориентированного издания «Гаарец». В 2014 году основал журнал «Либерал» одноимённой политической направленности. В 2017 году Невзлин выступил инвестором нового израильского леволиберального информационно-аналитического сайта «Детали».

### Общественная деятельность и благотворительность
Основал Центр Леонида Невзлина по изучению российского и восточноевропейского еврейства при Еврейском Университете в Иерусалиме. На обеспечение центра выделяются деньги $500 тыс. ежегодно из Фонда поддержки израильского образования «НАДАВ» (основан Леонидом Невзлиным, Михаилом Брудно и Владимиром Дубовым в 2005 году. Название NADAV представляет собой аббревиатуру имён основателей фонда — Невзлина, Дубова и Брудно).
Фонд поддержки израильского образования «НАДАВ» выделял по плану благотворительные средства на развитие высшего гуманитарного образования на сумму $3 млн. Леонид Невзлин является главой попечительского совета Музея диаспоры и входит в состав попечительского совета благотворительной организации «Керен ха-Йесод», а также попечительского совета Еврейского агентства (Сохнут). В рамках сотрудничества с Еврейским агентством Фонд «НАДАВ» имеет планы финансирования на сумму $1 млн в 2007 году программы «МАСА» («Путешествие») для студентов из стран диаспоры, приезжающих в Израиль на долгое время, и молодёжный проект «Таглит» («Открытие») для студентов, приезжающих в Израиль на 10 дней. Хайфский национальный музей науки и технологии получит от фонда НАДАВ более 5,5 млн шекелей. Вклад Невзлина в благотворительные программы организации «Керен ха-Йесод» к февралю 2006 года оцениваются в $4 млн. Вклад в развитие Музея диаспоры — $1 млн.

В июне 2006 года объединение работников музея диаспоры Израиля потребовало отстранить Невзлина от должности председателя попечительского совета. Сотрудники музея были обеспокоены тем, что бизнесмен обвиняется в тяжких преступлениях и находится в розыске Интерпола. Интерпол закрыл дело против Невзлина в 2016 году.

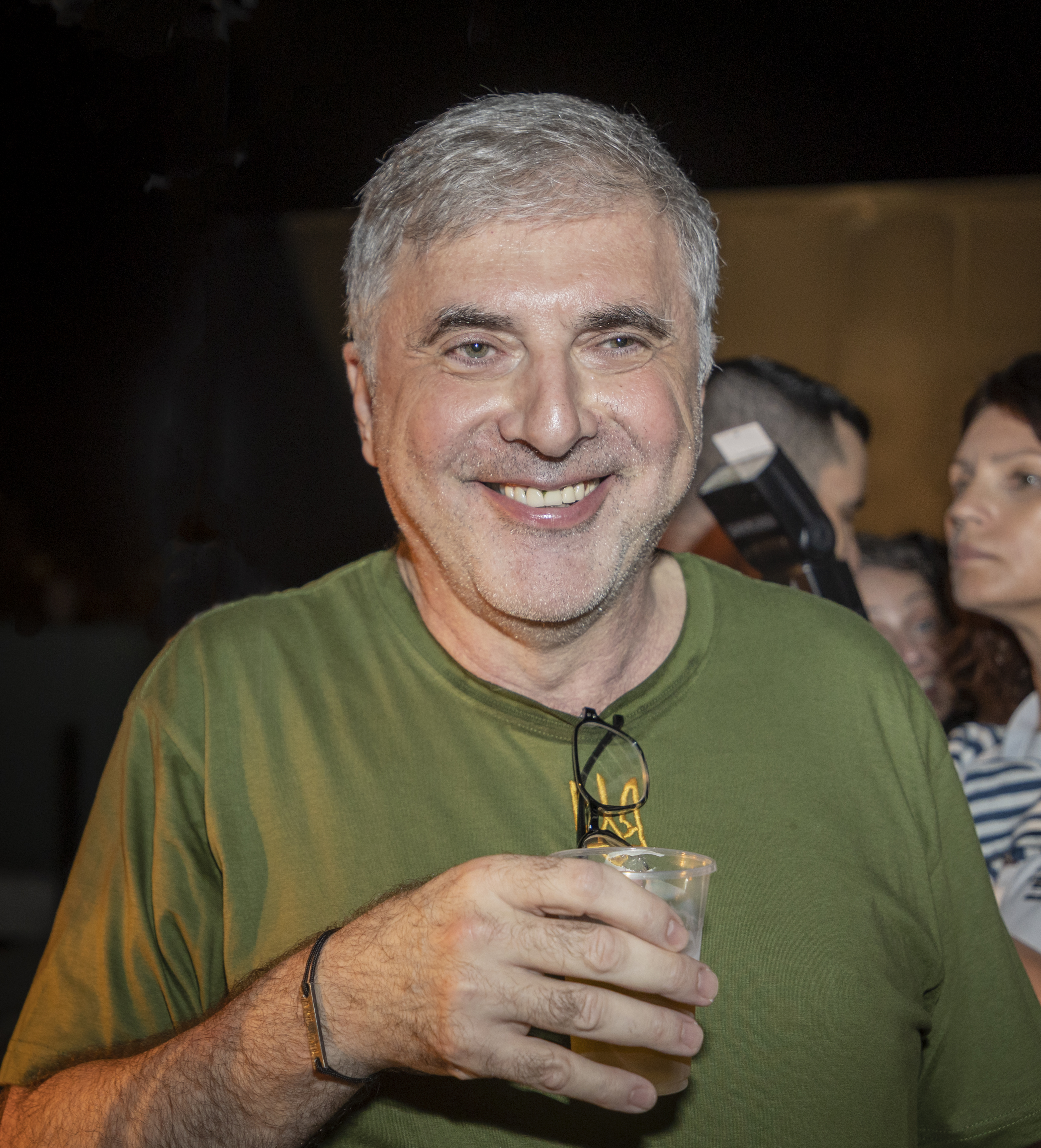
Леонид Невзлин на форуме «СловоНово», 2023 год

### Обвинение в организации серии нападений и акций против оппозиционеров (2024)
12 сентября 2024 года Фонд борьбы с коррупцией (ФБК) опубликовал расследование, назвавшее Невзлина заказчиком нападения на Леонида Волкова в Вильнюсе, происшедшего полугодом ранее, а также нападения на жену экономиста Максима Миронова Александру Петрачкову в Буэнос-Айресе и ещё нескольких акций, направленных против ФБК и его ключевых фигур. ФБК заявляет, что первоначальный план Невзлина состоял в том, чтобы похитить Волкова в Литве и вывезти его в Россию, а там передать ФСБ. В материалах ФБК говорится, что для проверки своих источников он обратился к двум журналистам-расследователям: Михаилу Маглову из изданий «Проект» и «Агентство», и Христо Грозеву из Der Spiegel и The Insider. Издание The Insider подтвердило подлинность переписки, отмечая что в ней находятся видео атак на Петрачкову и Ивана Жданова, которых ранее не было в открытом доступе.
Леонид Невзлин отверг обвинения ФБК, назвав их абсурдными, и заявил, что доказательства его причастности к нападению на Волкова «похоже, были получены представителями ФБК непосредственно из Москвы». Невзлин заявил, что в августе 2024 года обращался в литовскую полицию из-за подозрений в причастности к нападению на Волкова в Вильнюсе.
19 сентября 2024 года стало известно, что прокуратура Польши арестовала восемь подозреваемых в нападениях на российских оппозиционеров, среди них юрист Анатолий Блинов, которого ФБК называют организатором нападений, находившийся в постоянном контакте с Леонидом Невзлиным.
В опубликованной в ноябре 2024 года изданием «Медиазона» архиве из более 2,5 тысяч сообщений переписки между Леонидом Невзлиным и Анатолием Блиновым из выделенных 11 тем переписки только три можно счесть нейтральными, остальные связаны с теми или иными правонарушениями. Обсуждаются:
- нападения на экономиста на Максима Миронова и его жену в Аргентине из-за оскорблений в адрес Невзлина и Ходорковского в социальных сетях,
- покушение на Леонида Волкова,
- аренда фальшивого паспорта, покупка и перевозка оружия, возможность фабрикации дела в Украине против любого побывавшего там россиянина,
- помощь с ВНЖ, оформление документов для легализации в Европе и покупка лекарств для уехавших россиян,
- организация провокаций против ФБК, обсуждение вброса связанными с Невзлиным людьми слива переписок сотрудников «фабрики эльфов», созданной фондом «Свободная Россия» (в конечном счёте опубликованном изданием Михаила Светова SVTV),
- организация информационной кампании и размещение заказных статей в латвийских СМИ против предпринимателей Владимира Гусинского, Петра Авена и Михаила Фридмана[59],
- получение в Испании гарантий о невыдаче в Россию,
- попытка взять под контроль рекрутинг Русского добровольческого корпуса, борьба с Ильёй Пономарёвым.

## Награды
- Орден Дружбы (31 декабря 1997 года) — за заслуги перед государством, многолетний добросовестный труд и большой вклад в укрепление дружбы и сотрудничества между народами[60].
- Благодарность Президента Российской Федерации (25 июля 1996 года) — за активное участие в организации и проведении выборной кампании Президента Российской Федерации в 1996 году[61].

## Книги
- Невзлин Л., Ходорковский М. Человек с рублём — М. <Менатеп-Информ>, 1992.(настоящий автор книги — журналист газет «Известия» или «Правда» Вахмянин[62])
- Невзлин Л. Б. «Паблик рилейшенз» — кому это нужно?: Основы учебного курса/ Предисл. Л. Ф. Стржижовского. — М.: Экономика, 1993. — 223 с.
- Невзлин Л. Оставаясь в меньшинстве — М.: Новая газета, 2022. — 344 с.

### Видео
- Фрагмент программы «Момент Истины» от 29/07/2008
- Интервью телеканалу «ИТОН-ТВ» от 29/02/2012